# Extracció líquid-líquid
L'extracció líquid-líquid o extracció de dissolvent és un procés químic utilitzat per separar components d'una barreja no homogènia mitjançant la relació de les seves concentracions en dues fases líquides immiscibles. Aquest procés també se'l coneix com a extracció liquida o extracció amb dissolvent, però, aquest últim terme pot donar peu a confusió, perquè també s'aplica a la lixiviació d'una substància soluble continguda en un sòlid.
Atès que l'extracció líquid-líquid involucra transferència de massa d'una fase líquida a una segona fase líquida immiscible, el procés es pot realitzar de diverses formes. L'exemple més senzill involucra la transferència d'un dels dos components a una segona fase líquida immiscible. Un exemple és l'extracció líquid-líquid d'una impuresa que conté l'aigua de rebuig mitjançant un dissolvent orgànic. Això és similar a l'esgotament o absorció en què es transfereix massa d'una fase a una altra.
La transferència del component dissolt (solut) es pot millorar per l'addició d'agents saladors a la barreja d'entrada o l'addició d'agents "formadors de complexos" al dissolvent d'extracció. En alguns casos es pot utilitzar una reacció química per millorar la transferència, com per exemple, l'ús d'una solució càustica aquosa (com una solució d'hidròxid de sodi), per extreure fenols d'un corrent d'hidrocarburs.
Un concepte més complicat de l'extracció líquid-líquid s'utilitza en un procés per a separar completament dos soluts. Un dissolvent primari d'extracció s'utilitza per extreure un dels soluts presents en una barreja (en forma similar a l'esgotament en destil·lació) i un dissolvent rentador s'utilitza per a depurar l'extracte lliure del segon solut (semblant a la rectificació en destil·lació).

## Factors de separació
El factor de separació és una raó de distribució dividida per una altra, és una mesura de l'habilitat del sistema per ser separat en dos soluts.
Per exemple si la distribució de la raó per al níquel (D  Ni ) és 10 i la distribució de la raó per la distribució de la plata (D Ag) és 100, llavors el factor de separació argent/níquel (SF Ag/Ni) és igual a D Ag/D Ni = SF Ag/Ni = 10.